# 交響曲第13番 (ショスタコーヴィチ)
交響曲第13番 変ロ短調 作品113は、ドミートリイ・ショスタコーヴィチが1962年に作曲した交響曲。『バビ・ヤール』という通称を持つ。

## 概要
この作品はエフゲニー・エフトゥシェンコの詩によるバス独唱とバス合唱付きの5つの楽章からなり、第1楽章の標題である「バビ・ヤール」をこの交響曲の通称とすることが一般的となっている。
バビ・ヤールとは、当時ソビエト連邦を構成する共和国の一つであったウクライナの首都キーウ郊外にある峡谷の地名で、1941年にこの地に侵攻してきたナチス・ドイツによるユダヤ人虐殺が行われた場所である。第1楽章はこの虐殺事件とともに、帝政ロシア末期における極右民族主義団体によるユダヤ人弾圧にも触れ、その後のソ連においてもユダヤ人に対する迫害や反ユダヤ主義が存在することをほのめかし、告発するような内容の歌詞になっている。また、第2楽章以降も、ソ連における生活の不自由さや偽善性を揶揄、告発しているとも取れるような歌詞が用いられている。
スターリン体制以降、ソ連でも反ユダヤ主義が強まったが、「ソビエト連邦には人種・民族問題は存在しない」というのが建前であったこともあって、初演後に問題となり、フルシチョフの命令でエフトゥシェンコ自身により第1楽章に使われた詩「バビ・ヤール」が改変された。ショスタコーヴィチに対しても、改変された詩に基づいて音楽を書き換えることが要求されたが、ショスタコーヴィチはこれを拒み、結果的には音楽は改編されず、歌詞の変更も一部が浄書されたスコアの上からの鉛筆書きというかたちで取り入れられるのみとなった。具体的には、ユダヤ人として生きる苦しみをキリストの受難に例える部分が、ロシア人やウクライナ人もユダヤ人と共に（ナチによって虐殺され）この地に眠る、という内容に変わり、また後半部分においてはっきりと「虐殺」という言葉を用いて犠牲となった老人や子供に思いを馳せる部分は、「ファシズム（ナチス・ドイツ）の侵攻を阻んだロシアの偉業」を讃える内容に変更されている。
ただし、西側では1970年のユージン・オーマンディによる国外初演から変更前の元の歌詞で演奏されており、ソ連では1985年のゲンナジー・ロジェストヴェンスキーによる録音で元の歌詞が用いられている。これ以降、現在では元の歌詞によって演奏されるのが普通である。また、ユーリ・テミルカーノフは作曲者の存命中に元の歌詞で演奏したことがあると語っている。
日本での初演は、「ショスタコーヴィチ追悼演奏会」として、早稲田大学交響楽団、指揮：山岡重信、訳詞：伊東一郎、男声合唱：早稲田大学グリークラブ・稲門グリークラブ、バス独唱：岡村喬生により1975年12月7日に東京厚生年金会館大ホールで行われた。

## 初演をめぐる騒ぎ
1962年12月18日、モスクワ音楽院大ホールにて、キリル・コンドラシン指揮、モスクワ・フィルハーモニー管弦楽団、ロシア共和国合唱団&グネーシン音楽大学合唱団、バス独唱ヴィタリー・グロマツキー。翌々日の20日にも再演された。
反体制的な歌詞の内容から、当局の執拗ないやがらせが続き、バス独唱者が次々と交代し、リハーサルに党役人が立ち会ったりした。初演前日には、フルシチョフとエフトシェンコ、ショスタコーヴィッチとで口論が行われ、ついには初演当日、指揮者のコンドラシンにまで出演をキャンセルするように圧力が加えられた。当然、関係者はこれらをはねつけたが、土壇場で3人目の独唱者のヴィクトル・ネチパイロがキャンセル、すぐさまグロマツキーが代役をかって出るなど、初演をめぐって状況は二転三転した。こうして、多くの警官隊が包囲する物々しい雰囲気で初演が行われた。
当初ショスタコーヴィチはエフゲニー・ムラヴィンスキーに指揮を依頼したが、断られたためにコンドラシンが指揮することになった（このときムラヴィンスキーの妻が不治の病に冒されており、ムラヴィンスキー自身も憔悴しきっており、とても初演を担当する余裕が無かったことや、政治から距離を置いていたムラヴィンスキーがこの曲の政治的メッセージを嫌ったことが理由とされている）。
第1楽章が終わった時から大ホールは客席から拍手と歓声に包まれ、演奏が終了すると、舞台にはショスタコーヴィッチとエフトシェンコが「ブラ・ボー・ショス・タ・コー・ヴィッチ! ブラ・ボー・エフ・ト・シェン・コ!」のリズムカルな掛け声と万雷の拍手に迎えられていた。ショスタコーヴィッチの友人でピアニストのマリア・ユージナは「交響曲第13番で彼は再びわれらの仲間になった。」と称賛した。

## 曲の構成
演奏時間は約1時間。

### 第1楽章
"Бабий Яр" （バビ・ヤール） Adagio
バビ・ヤールでのナチのユダヤ人虐殺や、帝政ロシア時代末期の反ユダヤ団体「ロシア民族同盟」によるユダヤ人排斥運動、ドレフュス事件、そしてアンネ・フランクなどに触れつつ、未だロシアや世界に蔓延る反ユダヤ主義を激しく糾弾する。

### 第2楽章
"Юмор" （ユーモア） Allegretto
この世のどんな権力者、支配者もユーモアを手なずけることはできなかった、と歌う。皮肉と毒に満ちた楽章である。バルトークの「2台のピアノと打楽器のためのソナタ」第3楽章の旋律を引用した自身の「イギリスの詩人の詩による6つの歌曲」作品62の第3曲「処刑の前のマクファーソン」（1943年）の再引用である。明らかにバルトークを意識しており、「管弦楽のための協奏曲」（1944年初演）における「交響曲第7番」第1楽章「戦争のテーマ」の皮肉な引用のされ方への返答とも考えられている。

### 第3楽章
"В магазине" （商店で） Adagio
ペリメニ（餃子）を買いに商店を訪れた詩人は、家庭の生活のために寒さに耐えながら行列に並ぶロシアの女性たちを目にし、様々な苦難に耐えてきた彼女らを「女神たち」と讃え、彼女らにボッタクリを行う商店に対し怒りを覚える。一方詩人自身は、女性たちのような買い物籠は持たずにブラッと来店し、当時の高価なインスタント食品のペリメニを買ってポケットに突っ込んで店を出る、という世間離れした生活をしていることが示唆されている。なお「万引き」という解釈は全くの誤解で、ソ連時代の冷凍ペリメニの袋は大きいのでポケットからはみ出てしまう。

### 第4楽章
"Страхи" （恐怖） Largo
スターリン時代の密告や粛清による恐怖はロシアで「死のうとしている」が、偽善や虚偽がはびこるという新たな恐怖が存在していると歌う。

### 第5楽章
"Карьера" （出世） Allegretto
地動説を主張し続け軟禁されたガリレオ・ガリレイを例に、世俗的出世を捨て、危険を顧みず、人々に呪われてでも信念を貫き、後の世に認められる生き様こそが真の「立身出世」であると歌う。

## 楽器編成
| 木管   | 木管                                                                  | 金管                                                 | 金管                                                 | 打                                                   | 打 | 弦                                                   | 弦                                                   |
| ------ | --------------------------------------------------------------------- | ---------------------------------------------------- | ---------------------------------------------------- | ---------------------------------------------------- | --- | ---------------------------------------------------- | ---------------------------------------------------- |
| Fl.    | 2, ピッコロ                                                           | Hr.                                                  | 4（F管）                                             | Timp.                                                | 1 | Vn.1                                                 | ●                                                    |
| Ob.    | 3（3番はイングリッシュホルン持ち替え）                                | Trp.                                                 | 3（B♭管）                                            | 他                                                   | トライアングル、カスタネット、ウッド・ブロック、タンブリン、小太鼓、鞭（フルスタ）、シンバル、大太鼓、タムタム、ベル、シロフォン、グロッケンシュピール | Vn.2                                                 | ●                                                    |
| Cl.    | 3（B♭管、A管、3番は小クラリネットおよびバス・クラリネットに持ち替え） | Trb.                                                 | 3                                                    | 他                                                   | トライアングル、カスタネット、ウッド・ブロック、タンブリン、小太鼓、鞭（フルスタ）、シンバル、大太鼓、タムタム、ベル、シロフォン、グロッケンシュピール | Va.                                                  | ●                                                    |
| Fg.    | 2, コントラファゴット（3番ファゴットを兼ねる）                        | Tub.                                                 | 1                                                    | 他                                                   | トライアングル、カスタネット、ウッド・ブロック、タンブリン、小太鼓、鞭（フルスタ）、シンバル、大太鼓、タムタム、ベル、シロフォン、グロッケンシュピール | Vc.                                                  | ●                                                    |
| 他     |                                                                       | 他                                                   |                                                      | 他                                                   | トライアングル、カスタネット、ウッド・ブロック、タンブリン、小太鼓、鞭（フルスタ）、シンバル、大太鼓、タムタム、ベル、シロフォン、グロッケンシュピール | Cb.                                                  | ●                                                    |
| その他 | その他                                                                | チェレスタ、ハープ(2〜4)、ピアノ、バス独唱、バス合唱 | チェレスタ、ハープ(2〜4)、ピアノ、バス独唱、バス合唱 | チェレスタ、ハープ(2〜4)、ピアノ、バス独唱、バス合唱 | チェレスタ、ハープ(2〜4)、ピアノ、バス独唱、バス合唱                                                                                                   | チェレスタ、ハープ(2〜4)、ピアノ、バス独唱、バス合唱 | チェレスタ、ハープ(2〜4)、ピアノ、バス独唱、バス合唱 |